# 勧持院

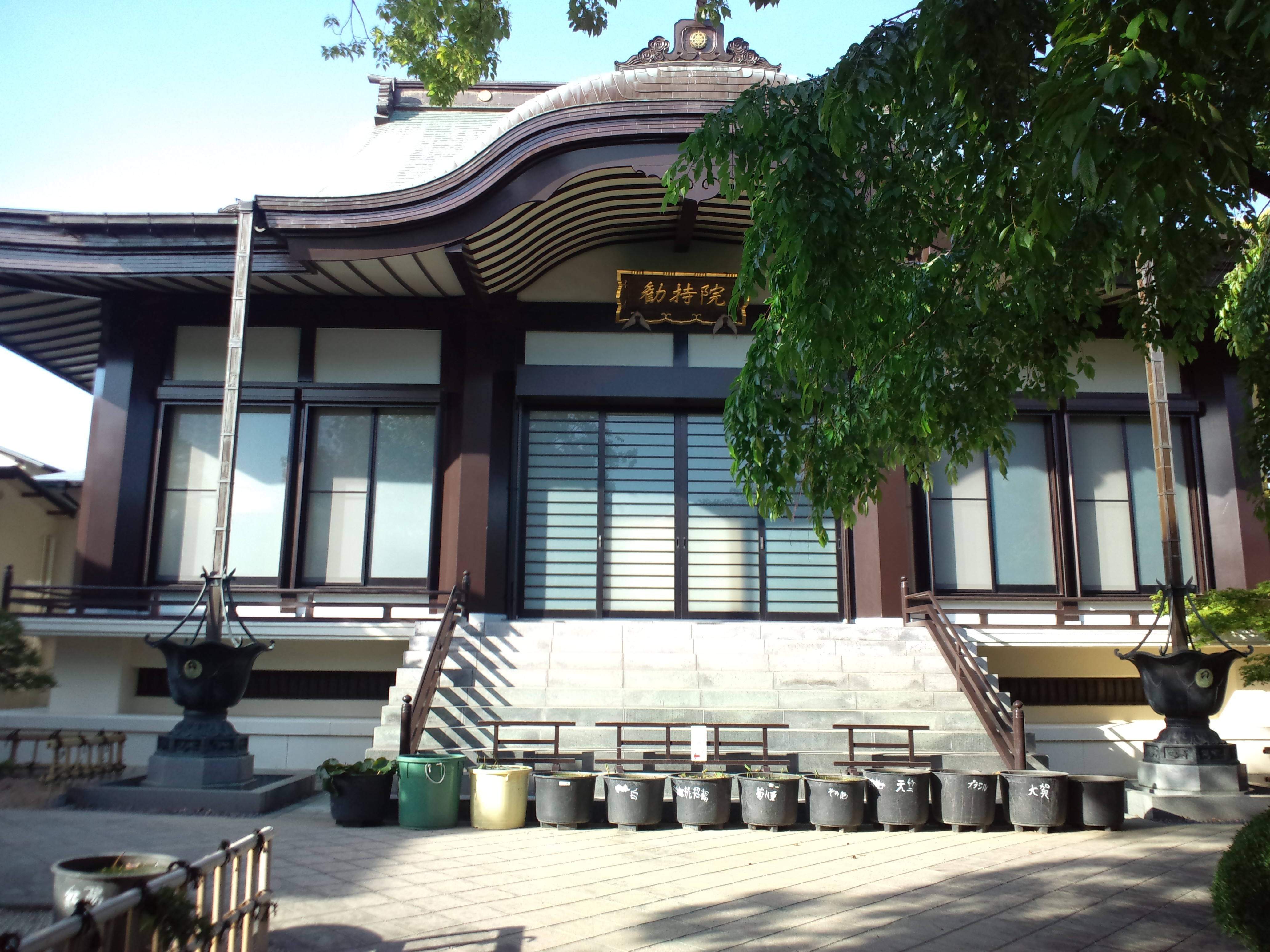
勧持院（本堂）

勧持院（かんじいん）は、愛知県豊橋市に所在する日蓮正宗の寺院。山号は実法山（じっぽうさん）。

## 起源と歴史
- 1926年（大正15年）11月12日 - 建立される。開基は大石寺第59世法主日亨。
- 1932年（昭和7年）11月23日 - 豊橋市花田町大塚より同町山ノ越へ移転。
- 1941年（昭和16年）11月28日 - 旋風により倒壊し、再建される。
- 1945年（昭和20年）6月20日 - 空襲により焼失する。
- 1952年（昭和27年）5月5日 - 戦災復興する。
- 1963年（昭和38年）3月13日 - 寺号山号を公称する。
- 1990年（平成2年）5月10日 - 新築落慶法要を行う。大石寺第67世法主日顕が親修する。

## 所在地
- 愛知県豊橋市前田南町2丁目6-17

## 寺院周辺
- 向山緑地
- 前田南公園

## 交通アクセス
- JR東海道新幹線・東海道本線・飯田線・名鉄名古屋本線 豊橋駅から車で約5分。
- 豊橋鉄道渥美線 柳生橋駅から徒歩で約10分。